# Ready Eddie
Ready Eddie es el décimo álbum de estudio del músico estadounidense Eddie Money, publicado el 18 de mayo de 1999 por CMC International.

## Lista de canciones
1. "Ready to Rock" (Curt Coumo, Jake Hooker, Eddie Money, Frankie Sullivan) - 4:21
2. "Don't Say No Tonight" (Coumo, Money, Sullivan) - 5:05
3. "So Cold Tonight" (Coumo, Money, Sullivan) - 4:24
4. "Let It Go" (Dedicated to "Jack and Diane") (Coumo, Money, Sullivan, Larry Lee) - 4:06
5. "Turn the Light Off" (Coumo, Money, Sullivan) - 3:18
6. "It's Gotta Be Love" (Coumo, Money, Sullivan) - 4:30
7. "Can't Go On" (Coumo, Money, Sullivan) - 5:11
8. "Nobody Knows" (John Nelson, Money, Roger Nichols) - 3:26
9. "When You Gonna Satisfy Me" (Monty Byrom, Money, Danny Chauncey, Ira Walker) - 4:19
10. "Need a Little Rock" (Eddie Rice) - 3:26
11. "Broken Down Chevy (God Only Knows)" (Money, John Nelson) - 4:21

## Créditos
- Eddie Money: voz
- Tom Girvin: guitarra
- Frankie Sullivan: guitarra, bajo
- Curt Coumo: teclados
- Trent Stroh: bajo
- Kenny Aronoff: batería, percusión